# Альона Мун
Альо́на Мун, при народженні Мунтя́ну (рум. Aliona Munteanu; нар. 25 травня 1989 року, Кишинів, СРСР) — молдовська співачка. 
Увійшла у топ-3 переможців молдовського телепроєкту Фабрика зірок 2. У 2012 році на конкурсі Євробчення була бек-вокалісткою Павла Парфеній. З його другом, Володимиром Федоренко, Мун у стосунках. Представляла Молдову на Євробаченні 2013 з піснею «O mie» рідною румунською мовою. За результатами змагання посіла 11 місце. До речі, саме 11 місце Республіка Молдова посіла на Євробаченні у 2012 році, коли країну представив Паша Парфеній — продюсер, композитор та піаніст Альони Мун на цьому конкурсі.